# ペニー・パーカー
ペニー・パーカー（Peni Parker）は、マーベル・コミックに登場するスーパーヒーローで、スパイダーマンの立ち位置にいるキャラクター。ペニーは、両親が死去した後、叔母のメイと叔父のベンの下で養子として暮らす日系アメリカ人の高校生として描かれている。彼女は放射性クモに噛まれたことでスパ//ダー（SP//dr）というメカ・スーツと精神的な感応を獲得し、スパ//ダーのパイロットとなる。
出自となる漫画、および映画では、日本のアニメ・漫画作品から着想を得たと思わせる部分が存在する。

## 各種メディア

### 漫画
『エッジ・オブ・スパイダーバース』#5「SP//dr 女性操縦士」が初出。邦訳コミックでは綴りに忠実な「ペニ・パーカー」という表記。アース14152出身の14歳の少女でベジタリアン。9歳の頃に父親がパワードスーツ「スパ//ダー」の実験中に死亡し、伯父夫婦であるベンとメイに引き取られることとなる。遺伝子の互換性の問題で、父親の研究を引き継ぐこととなり、スパ//ダーの操縦士となる。同アースのミステリオを倒し、彼の情報提供による作戦で、相棒のDとともにギャングを殲滅。その帰りに、別次元から来たスパイダーハムとオールドマンスパイダーに邂逅、スパイダーバースの戦いに身を投じることとなる。
『アメイジング・スパイダーマン』本編においてはアース13でピーターたちと合流し、インヘリターズとの戦いに臨むが、常にスパ//ダーを装着した状態で登場しているため、ペニーとしての素顔は登場しない。
後の関連作品である『エッジ・オブ・スパイダーゲドン』#2では、戦いの後に帰還したが、元の世界で不在であったことを問われ、クラスメイトのエディ・ブロックおよび新型の「VEN#m」に強制的に守る立場を取って変わられてしまう。しかし、VEN#mはM.O.R.B.I.U.S.という存在との戦闘で暴走し、メイの犠牲を経てペニーとスパ//ダーはVEN#mと戦うことになる。その後、別世界のスパイダーマンたちの誘いによって、再び新たな戦いへと進む。
漫画版において、スパ//ダーの外観はエヴァンゲリオンを思わせるような長い手足と頭部のデザインとなっている。

### 映画
ペニー・パーカーとスパ//ダーは2018年のアニメーション映画 『スパイダーマン:スパイダーバース』に登場しており、キミコ・グレンがペニーの声を担当している。吹き替えは高橋李依が担当 。映画の中で、彼女はスパイダーハムやスパイダーマン・ノワールと共にマイルス・モラレスが住む宇宙に訪れる。映画では、ペニーは日本のアニメの様式が反映された姿をしており、非常に活発で、スパ//ダーを操縦しながら様々な菓子を食べている様子が見られる。スパ//ダーはドーム型の窓があるコクピットを備えたデザインをしており、ドームにはアニメに関連した絵文字やクモの目を表す八つの点、スパイダーマンの目のような図形が電光的に表示される。
映画版では「アースTRN704」の出身となっている。漫画のスパイダーバースの堅めのデザインよりも、映画版においてはややコミカル調（日本的に例えるとトゥーン調の萌えキャラ）なデザインにアレンジされており、性格面も含め全体的に明るいイメージとなっている。動きの表現には日本のアニメでよく使われているリミテッド・アニメーションの手法が用いられている。また、パワードスーツに関しては、細く長い手や足は踏襲しているが、上記のとおりの頭部および胴体部デザインやカラーリングなど、デザインに差異がある（ペニーと同様にリアル調から愛嬌のあるデザインにアレンジしており、特にスパイダーマンを意匠とした頭部から、半球カバーに覆われたディスプレイによる多彩な表情が可能な頭部(兼胴体)に変化した）。
ペニーおよびスパ//ダーは映画版の続編である『スパイダーマン:アクロス・ザ・スパイダーバース』にも登場する。それに際し、スパ//ダーは漫画版に近い形の外観で復活している

### コンピュータゲーム
スパ//ダーは携帯ゲーム『MARVEL スパイダーマン・アンリミテッド』の操作キャラクターである。
パズドラでは、2021年2月にマーベル・コミックのコラボとして、ペニーおよびスパ//ダーが漫画版を出典として登場した。

### フィギュア
ハズブロはマーベルレジェンドでスパ//ダーのフィギュアを発売した。また、映画バージョンのスパ//ダーのフィギュアも発売されている。